# Otto Busch
Jens Otto Busch (født 16. august 1904 i København, død 13. januar 1983 i Fårevejle) var en dansk hockeyspiller, der deltog på det danske landshold ved OL 1928 i Amsterdam, 1936 i Berlin og 1948 i London. Otto Busch spillede først for Københavns Hockeyklub, senere for Skovshoved IF og opnåede i alt 17 landskampe i perioden 1925-1948.
Ved OL i 1928 blev Danmark delt nummer fem blandt de ni deltagende hold efter i indledende rundet at have vundet over Schweiz og Østrig samt tabt til Indien og Belgien. Dette var ikke nok til at avancere til slutspillet om medaljerne. Otto Busch spillede alle fire kampe.
Ved OL i 1936 blev Danmark delt nummer syv blandt de elleve deltagende hold efter nederlag i indledende runde til Tyskland og uafgjort mod Afghanistan samt nederlag i to placeringskampe mod henholdsvis Schweiz og Japan. Busch spillede her de to indledende kampe samt placeringskampen mod Schweiz; han scorede et enkelt mål i kampen mod Afghanistan.
Ved Buschs sidste OL-deltagelse i 1948 blev Danmark nummer 13 og sidst, og Otto Busch, som var den ældste på holdet med sine 43 år, spillede en enkelt kamp, nederlaget til Holland.